# Continuer (film)
Ne doit pas être confondu avec Continuer.
Pour plus de détails, voir Fiche technique et Distribution.
Continuer est un drame franco-belge coécrit et réalisé par Joachim Lafosse, sorti en 2018. Il s'agit de l'adaptation du roman du même titre de Laurent Mauvignier paru en 2016.

## Synopsis
Sibylle est une mère divorcée qui ne supporte plus de voir son fils Samuel sombrer dans une vie violente et vide de sens. Elle va alors en entraînant son fils dans un long voyage à travers le Kirghizistan. Avec deux chevaux pour seuls compagnons, la mère et son fils se confronteront à un environnement naturel aussi splendide qu'hostile, à ses dangers, son peuple et surtout eux-mêmes.

## Fiche technique
- Titre original : Continuer
- Titre international : Keep Going[1]
- Réalisation : Joachim Lafosse
- Scénario : Joachim Lafosse et Thomas Van Zuylen, d'après le roman Continuer de Laurent Mauvignier

Adaptations : Fanny Burdino, Samuel Doux et Mazarine Pingeot
- Direction artistique : Arnaud Denis et Mobsitte Saad
- Décors : Stanislas Reydellet
- Costumes : Pascaline Chavanne
- Photographie : Jean-François Hensgens
- Son : Marc Engels, Thomas Gauder, Valérie Le Docte, Paul Heymans, Héléna Réveillère et Ingrid Simon
- Montage : Yann Dedet
- Production belge : Jacques-Henri Bronckart, Olivier Bronckart et Antonino Lombardo

Production française : Sylvie Pialat et Benoît Quainon
- Sociétés de production : Versus Production ; Prime Time et RTBF (coproductions belges) ; Les Films du Worso et Le Pacte (coproductions françaises) ; SOFICA Cinéventure 3, Indéfilms 6 (en association avec)
- Société de distribution: O'Brother (Belge) ; Le Pacte (France), Axia Films Inc. (Québec)
- Pays d'origine :  Belgique /  France
- Langues originales : français, russe
- Format : couleur - 35 mm
- Genre : drame
- Durée : 84 minutes
- Dates de sortie :
  - Italie[1] : 2 septembre 2018 (Mostra de Venise)
  - France : 23 janvier 2019
  - Belgique : 30 janvier 2019

## Distribution
- Virginie Efira : Sybille
- Kacey Mottet-Klein : Samuel
- Diego Martín : Juan
- Mairambek Kozhoev : Mairambek

## Production
Le tournage commence le 30 octobre 2017 au Kirghizistan et au Maroc, et s'achève le 15 décembre 2017,

## Accueil

### Festival et sortie
Continuer est sélectionné et présenté le 2 septembre 2018 à la Mostra de Venise en Italie. Il sort le 23 janvier 2019 en France.

### Critiques
Avec une moyenne de 2.6 sur Allociné, le film a tendance à diviser la critique en France.
Télérama met surtout en avant les comédiens : « Ce huis clos à ciel ouvert, adapté d'un roman de Laurent Mauvignier, vaut surtout pour les prestations de Virginie Efira et de Kacey Mottet Klein, tous deux intenses dans leur tendre affrontement », tandis que Première écrit que « rien ou presque ne fonctionne ».

## Distinction

### Sélection
- Mostra de Venise 2018 : sélection en section Giornate degli Autori / Venice Days.